# The Accountant (film 2016)
The Accountant è un film del 2016 diretto da Gavin O'Connor, con protagonisti Ben Affleck e Anna Kendrick.

## Trama
Christian Wolff è un genio matematico che lavora come commercialista alla ZZZ Accounting a Plainfield, Illinois, che in realtà è una copertura per la sua attività di contabile per numerose organizzazioni criminali, che si tengono in contatto con lui attraverso una misteriosa figura conosciuta come "la Voce", che lo contatta per telefono. Quando era bambino, a Christian venne diagnosticata la sindrome di Asperger e gli venne offerta l'opportunità di vivere all'Harbor Neuroscience Institute nel New Hampshire. Anche se Christian aveva instaurato un legame con Justine, la figlia muta del direttore dell'istituto, suo padre (in quanto militare che voleva educare il figlio all'arte della guerra) declinò l'offerta, e in seguito la madre di Christian abbandonò lui e suo fratello minore, Braxton, che crebbero con il padre, un decorato ufficiale che li addestrò nelle arti marziali e in varie altre tecniche di combattimento.
A Christian dà la caccia Raymond King, il direttore dei crimini finanziari del Dipartimento del Tesoro, che conosce Christian con l'alias "il Contabile". Raymond recluta, perciò, la giovane analista Marybeth Medina per aiutarlo a identificare e arrestare il Contabile prima del suo ritiro, minacciando di rivelare il passato criminale di Marybeth se lei rifiutasse. I soli indizi di cui Raymond dispone sono i numerosi nomi di copertura di Christian (che sono nomi di famosi matematici) e la registrazione di una sparatoria in cui diversi membri della famiglia criminale Gambino vennero uccisi, crimine durante il quale Raymond incontra il Contabile, che gli risparmia la vita.
La Voce assegna Christian alla compagnia Living Robotics, nelle cui finanze la contabile Dana Cummings ha rinvenuto discrepanze sospette. Lamar Blackburn, amministratore delegato della compagnia, e sua sorella e associata Rita cooperano con l'investigazione di Christian, mentre il Direttore Finanziario Ed Chilton crede che Dana sia in errore. Christian scopre così che 61 milioni di dollari sono stati sottratti dalla compagnia. Ed viene contattato da un sicario noto come "L'Assassino", che lo spinge al suicidio, a seguito del quale Lamar sembra credere che Ed avesse sottratto il denaro e si sia suicidato per il rimorso. Christian e Dana vengono presi di mira da alcuni sicari, ma Christian neutralizza i suoi inseguitori, salvando poi anche Dana. I due scoprono che il denaro sottratto è stato reinvestito in compagnie affiliate, rilanciando le azioni della Living Robotics. Concludendo che c'è Rita dietro tutto, Christian va a casa di lei, dove la trova morta per mano dell'Assassino, che scappa mentre Christian arriva: Christian capisce, quindi, che la mente dell'intera operazione non è Rita, bensì Lamar.
Nel frattempo le indagini di Marybeth portano alla scoperta dell'identità di copertura di Wolff. Raymond e Marybeth si recano a casa sua, dove trovano le prove che lui è il Contabile. Raymond rivela a Marybeth che Christian venne arrestato dopo un incidente che aveva portato alla morte di suo padre. In prigione Christian aveva trovato un mentore in Francis Silverberg, contabile della famiglia criminale Gambino, prima di essere reclutato come informatore per il governo degli Stati Uniti. Francis in seguito venne rilasciato e poi torturato a morte dalla famiglia Gambino, come traditore. Quando Christian era venuto a sapere della fine di Francis, si era vendicato dei responsabili, trucidando i nove responsabili dell'omicidio. Raymond confida a Marybeth che lui era presente durante la sparatoria e che Christian gli risparmiò la vita, dopo avergli chiesto se era stato un buon padre. Raymond venne poi contattato dalla Voce, che gli fornì le prove raccolte da Christian su criminali che violarono il suo codice morale, aiutandolo così a raggiungere la sua posizione di direttore. Raymond rivela che l'indagine sul Contabile era un test per Marybeth, che è stata selezionata per rimpiazzarlo, dopo il suo ritiro, in qualità di contatto tra la Voce e il Dipartimento del Tesoro.
Christian assalta la residenza di Lamar, protetta da un esercito di mercenari guidati dall'Assassino, che vengono eliminati uno ad uno. Durante la sparatoria l'Assassino riconosce la filastrocca che Christian borbotta a se stesso, rivelando di essere suo fratello minore Braxton, con cui Christian aveva avuto una rottura dopo la morte del loro padre. I due si ricongiungono e Braxton si fa da parte, lasciando che Lamar venga ucciso dal fratello, che gli dice che lo cercherà dopo qualche settimana. Grazie alle prove raccolte sulle attività criminali di Lamar, Marybeth smantella la Living Robotics. Christian fa pervenire a Dana un quadro originale di Jackson Pollock mentre all'Harbor Neuroscience Institute una Justine ormai adulta, con l’aiuto di un super computer acquistato con le donazioni di Christian, risulta essere la Voce e la sua complice informatica.

## Produzione
Il budget del film è stato di 44 milioni di dollari.
Le riprese del film sono iniziate il 19 gennaio 2015 in Georgia, ad Atlanta.

## Promozione
Il primo trailer del film viene diffuso il 12 maggio 2016.

## Distribuzione
La pellicola è stata distribuita nelle sale cinematografiche statunitensi a partire dal 14 ottobre 2016 e in quelle italiane dal 27 ottobre.

## Riconoscimenti
- 2017 - Jupiter Award
  - Candidatura per il miglior film internazionale
  - Candidatura per il miglior attore internazionale a Ben Affleck
- 2017 - Saturn Award[6]
  - Candidatura per il miglior film thriller

## Accoglienza

### Incassi
La pellicola ha incassato 86,2 milioni di dollari nel mercato domestico e 68,9 milioni nel resto del mondo, per un totale di 155.160.045 dollari.

### Primati
Il film è stato il più noleggiato nel 2017 negli Stati Uniti.

## Riferimenti
Nel film Christian fa una donazione di 1.000.100 dollari al Neuroscience Institute. Nel sistema numerico binario 1000100 corrisponde al numero 68 del formato decimale e i casi di bambini autistici negli Stati Uniti sono di 1 su 68, come il padre di Justine comunica verso la fine del film.

## Sequel
Alla fine del giugno 2017 la Warner Bros. annuncia l'intenzione di girare il sequel del film, con le conferme di Gavin O'Connor alla regia, Bill Dubuque come sceneggiatore, Ben Affleck protagonista e Jon Bernthal nel cast.
Le riprese del sequel sono iniziate nel marzo 2024 e vedono il ritorno nel cast, oltre ad Affleck e Bernthal, anche di J. K. Simmons e Cynthia Addai-Robinson.